# Georg Puchert
Georg Puchert, né le 15 avril 1915 à Saint-Pétersbourg et mort assassiné le 3 mars 1959 à Francfort, est un officier puis trafiquant d'armes allemand. Il a notamment alimenté le FLN pendant la guerre d'Algérie.

## Biographie
Puchert est issu d'une famille aisée d'armateurs de Liepāja en Lettonie. Incorporé dans la Kriegsmarine, il part pour Tanger lors de l'annexion par l'Union soviétique des pays baltes en 1940. Il s'y installe au 7, rue Vermeer. Obtenant la nationalité britannique de son épouse, il crée une société de pêche, Astramar.
Basé à Tanger, il approvisionne la rébellion algérienne en armement moderne, mitrailleuses antiaériennes, lance-roquettes, mortiers et canons sans recul, livrés par des camions militaires tunisiens.
En 1959, il meurt à Francfort dans sa voiture qui explose lorsqu'il tourne la clef de contact. L'attentat était organisé par La Main rouge, couverture créée par le Service de documentation extérieure et de contre-espionnage (Sdece).
Considéré comme combattant au service de la lutte de la libération, et membre des services de l'armement de la révolution algérienne de 1955 jusqu'à sa mort en 1959, sa dépouille est rapatriée de Francfort vers l'Algérie en 2006, pour y être enterrée. Cette translation est organisée par Aïssa Abdessemed, ancien membre de l'ALN.